# Occhi di tempesta
Occhi di tempesta (titolo originale Freaky Green Eyes) è un romanzo scritto da Joyce Carol Oates nel 2003.

## Trama
Il libro racconta la storia di Franky, una ragazzina di 14 anni che vive a Seattle con suo padre Reid (un famoso atleta), sua madre Krista, sua sorella minore Samantha e il suo fratellastro Todd. Quando i suoi genitori si separano, sua madre va a vivere nel rustico di campagna e i figli si ritrovano a non avere quasi più contatti con lei. Un giorno la madre invita le figlie a stare da lei per una settimana, ma il terzo giorno il padre viene a prenderle adirato e come scusa di fronte alle ragazze dice loro che la madre aveva un altro uomo. Sconvolte dalla notizia le sorelle decidono di voltare le spalle alla madre.
Una decina di giorni dopo Krista e Mero, un suo caro amico, scompaiono; tutta la famiglia è sottoposta a interrogatori e il padre giura alle figlie che lui non ha fatto niente. Franky però si ricorda di un'allusione fatta dalla madre riguardo a una buca: "sarebbe perfetta per metterci un messaggio dentro". La ragazza torna al rustico per cercare la buca e dentro vi trova un diario di sua madre in cui c'è scritto che suo padre la minacciava di ucciderla perché avrebbe potuto chiedergli il divorzio.
Il padre viene condannato a 50 anni di galera per l'omicidio di Krista e Mero (che Reid credeva erroneamente l'amante della donna) e Franky non lo vedrà più, se non in carcere quando lui le dirà che non la riconosce più come figlia. Inoltre viene aperto nuovamente il caso di Bonnie Lynn Byers, prima moglie di Reid e madre di Todd, morta in seguito ad un "incidente" in barca di cui Reid era l'unico testimone. Nonostante tutto, Todd continuerà a credere nell'innocenza di suo padre.
Franky e Samantha in conclusione si trasferiscono in Nuovo Messico sotto custodia della loro zia Vicky.

## Edizioni
- Joyce Carol Oates, Occhi di tempesta, Mondadori, 2005,  p. 212, ISBN 978-88-04-55043-3.